# Kleiner Rat (Bern)

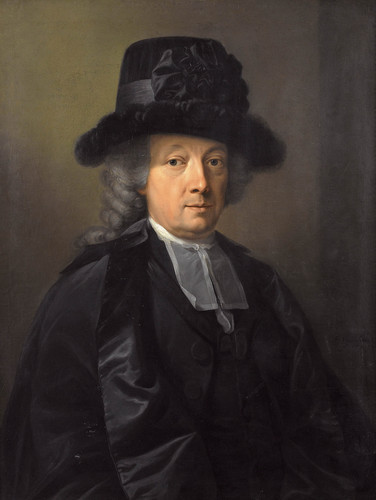
Niklaus Emanuel Tscharner als Mitglied des Kleinen Rats (1792)

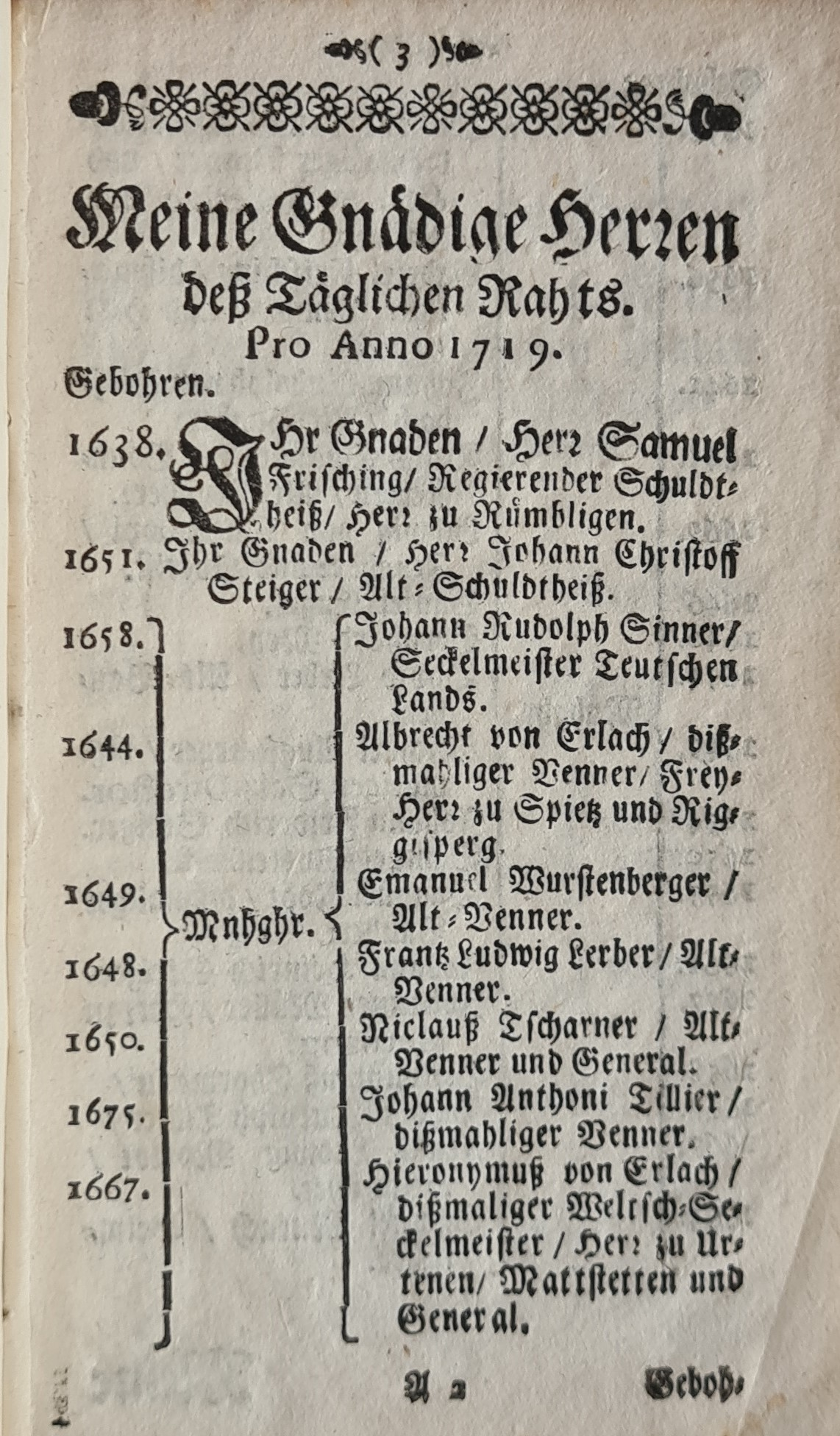
Mitglieder des Kleinen Rats im Regiment-Büchlein von 1719

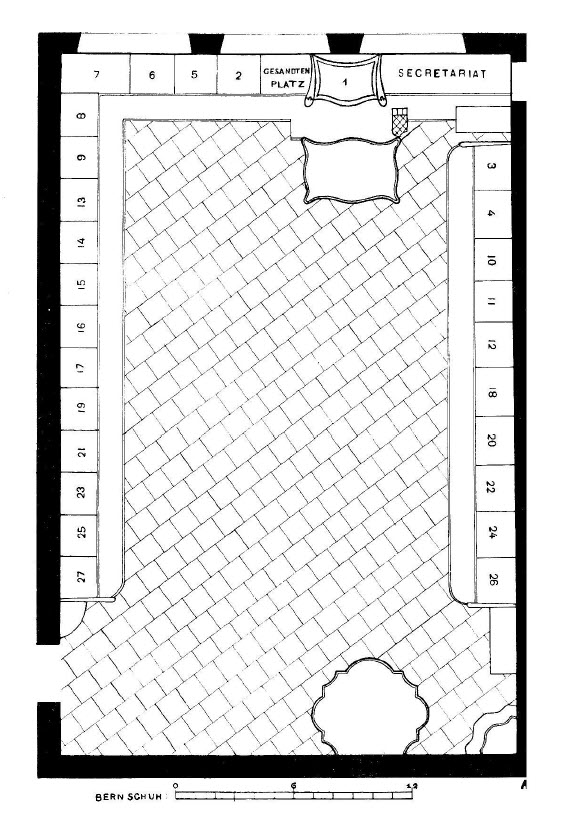
Grundriss der Berner Ratsstube mit nummerierter Rangfolge der Sitzplätze (1784)

Der Kleine Rat (auch Täglicher Rat, frz. Conseil de la Ville de Berne) war bis 1798 die Regierung der Stadt und Republik Bern.

## Geschichte
In einer Urkunde vom 3. September 1226 ist ein Rat (consilium) mit zwölf Mitgliedern (consules) belegt, der gemeinsam mit dem Schultheiss das Gericht bildet und damit Kompetenzen der Exekutive und Judikative vereint. Der Rat setzte sich in der Frühzeit Berns aus Adeligen und Handwerkern zusammen. Der Rat beaufsichtigte die Waage, Mass und Gewicht, die Märkte, amtete als Vormundschaftsbehörde und Polizei, urteilte bei Erbschaftssachen. Die 1218 datierte, möglicherweise aber erst später ausgefertigte Goldene Handfeste erteilt dem Rat das Recht, den Schultheissen aus seiner Mitte zu wählen. Der Rat dürfte um dieses Recht gerungen haben. Mit der Bildung des Grossen Rats wurde der Rat nun zur Abgrenzung als Kleiner Rat oder Täglicher Rat bezeichnet. Schultheiss und Mitglieder des Kleinen Rats gehörten immer auch dem Grossen Rat an. Möglicherweise um 1295 wurde der Kleine Rat vergrössert, indem neu die vier Venner und die beiden Heimlicher dem Rat angehörten. Ab dem späten 14. Jahrhundert bestand der Rat aus 27 Mitgliedern. Im Lauf des 14. Jahrhunderts bildete sich ein besonderes Stadtgericht heraus. Seit 1526 bereitete der Kleine Rat die Geschäfte des Grossen Rats vor. Eine klare Abgrenzung der Zuständigkeiten des Kleinen Rats zum Grossen Rat gab es nicht, was regelmässig zu Diskrepanzen führte. Ab 1465 wurden die Protokolle des Rats in Manualen gesammelt und aufbewahrt.
Voraussetzungen für den Einsitz im Kleinen Rat waren in der Neuzeit, dass ein Kandidat das Burgerrecht der Stadt Bern seit mindestens drei Generationen besitzt, verheiratet ist (oder war), in der Stadt Bern getauft wurde, im Kleinen Rat weder Vater, Sohn oder Bruder sitzt, mindestens zehn Jahre Mitglied des Grossen Rats war und seine «Amts-Restanz» bezahlt hat. Die als adelig (offiziell: wohledelfest) definierten Geschlechter der  von Bonstetten, von Diesbach, von Erlach, von Luternau, von Mülinen und von Wattenwyl hatten den sogenannten Vorsitz im Kleinen Rat. Dieser Vorsitz bedeutete, dass Angehörige dieser sechs Geschlechter in der Ratsstube nach den Schultheissen, den amtierenden und ehemaligen Seckelmeistern und Vennern ihren Sitzplatz hatten.  Ab 1790 mussten im Rat 27 burgerliche Geschlechter im Rat vertreten sein.
Mit dem Franzoseneinfall und der Kapitulation Berns im Jahr 1798 wurde der Kleine Rat abgesetzt. Ab 1804 hiess die Regierung des neu gegründeten Kantons Bern Kleiner Rat, die Exekutive der Stadt Bern hiess nun Stadtrat. Ab 1831 hiess die Kantonsregierung neu Regierungsrat.

## Ämter
Im Kleinen Rat gab es folgende Ämter: Schultheiss, Altschultheiss, Deutsch-Seckelmeister, Welsch-Seckelmeister, vier Venner, zwei Heimlicher, Bauherr vom Rat, Zeugherr, Ohmgeltner, Gleitsherr, Kirchmeier vom Rat und Böspfenniger vom Rat.